# Fritz Mayer (Politiker)
Fritz Mayer (* 18. Juli 1933 in Dornbirn; † 13. September 1988 in Bregenz) war ein österreichischer Politiker (SPÖ). Mayer war von 1970 bis 1988 Bürgermeister der Vorarlberger Landeshauptstadt Bregenz sowie von 1972 bis 1987 Abgeordneter zum Vorarlberger Landtag.

## Leben und Wirken

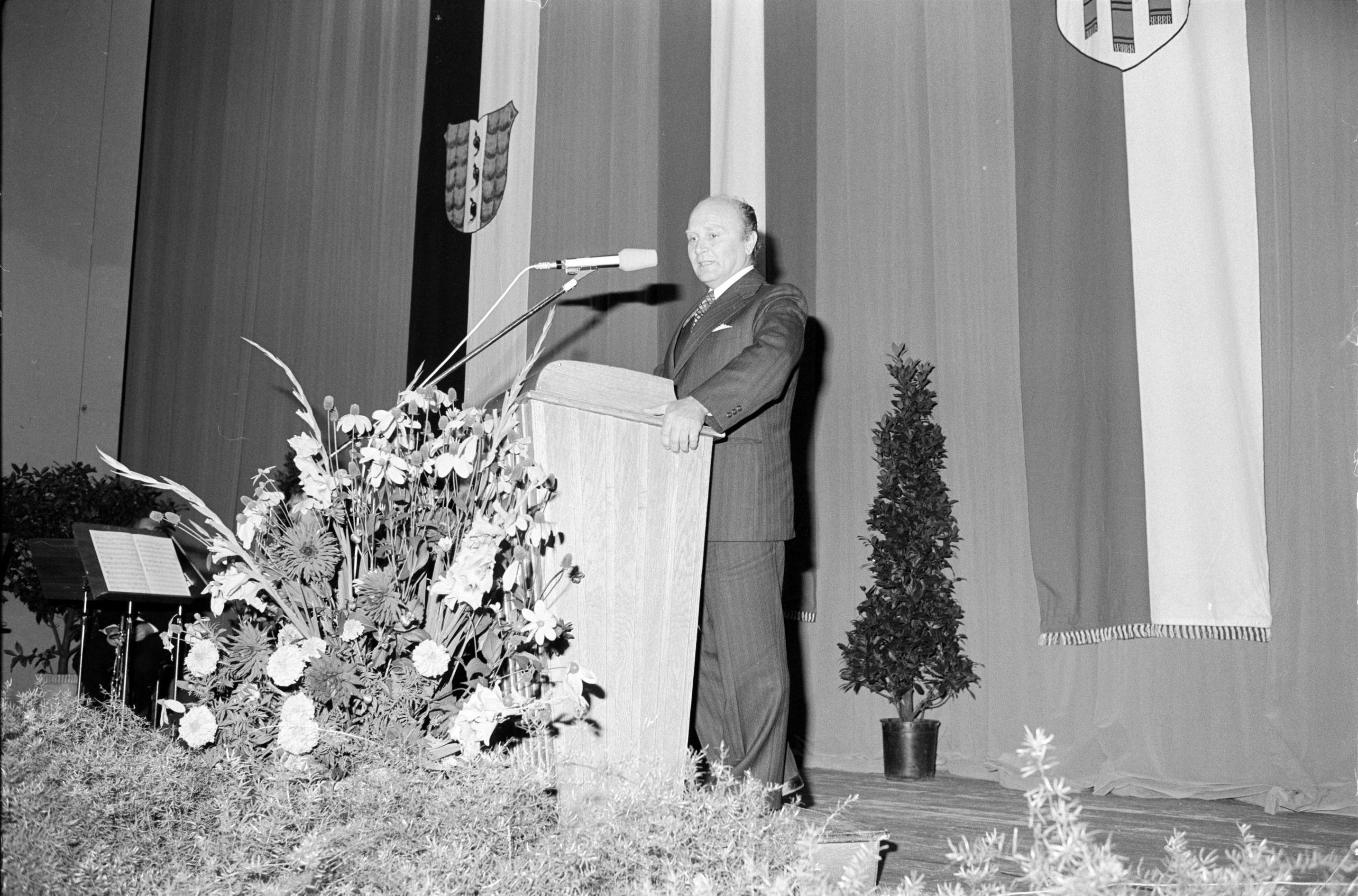
Fritz Mayer beim Bibliothekartag 1976

Fritz Mayer wurde am 18. Juli 1933 als Sohn des Regierungsrats Josef Mayer und dessen Frau Alma in Dornbirn geboren. 1935, also im Alter von zwei Jahren, zog Fritz Mayer mit seiner Familie nach Bregenz um, wo er in weiterer Folge in den Jahren 1939–1944 zunächst die Volksschule und anschließend von 1944 bis 1953 das Bundesgymnasium Gallusstraße besuchte. Nach dem Ablegen der Matura am Bundesgymnasium begab sich Mayer nach Wien, um an der dortigen Technischen Hochschule Bauingenieurwesen zu studieren. Am 12. Dezember 1959 wurde er schließlich zum Diplom-Ingenieur graduiert.
Im Jahr 1960 trat Fritz Mayer als Ingenieur in den Dienst der Vorarlberger Illwerke. Bereits 1957 hatte er zuvor seine Frau Friedolina (geb. Huber) geheiratet, mit der er in der Folge vier gemeinsame Kinder bekam. Schon 1954 war Fritz Mayer Mitglied der Sozialistischen Partei geworden, nachdem er zuvor seit 1947 den Roten Falken angehört hatte. Im Jahr 1965 wurde er schließlich erstmals bei einer Gemeindevertretungswahl zum Ersatzmitglied der Stadtvertretung von Bregenz gewählt. 1967 wurde er ordentliches Mitglied der Bregenzer Stadtvertretung sowie Stadtrat. Nach den Gemeindevertretungswahlen im Jahr 1970 wurde Fritz Mayer schließlich mit Hilfe der FPÖ (13 rot-blaue gegen 12 schwarze Stimmen) zum Bürgermeister der Landeshauptstadt Bregenz gewählt. Fortan war er hauptberuflich als Bregenzer Bürgermeister tätig. Ab dem 17. Mai 1972 war er zudem als Nachfolger seines zurückgetretenen Parteikollegen Walter Peter Abgeordneter zum Vorarlberger Landtag, was er bis zur freiwilligen Niederlegung seines Mandats am 31. Juli 1987 blieb. Von 1976 bis zu seinem Tod leitete Fritz Mayer außerdem die SPÖ Vorarlberg als deren Landesparteivorsitzender. 
1978 wurde er mit dem Anton-Bruckner-Ring ausgezeichnet.
Fritz Mayer starb am 13. September 1988 im Alter von 55 Jahren in seiner Heimatstadt Bregenz. Noch im selben Jahr wurde er zum Ehrenvorsitzenden der SPÖ Vorarlberg sowie zum Ehrenbürger der Stadt Bregenz ernannt. In Bregenz ist zu seinem Gedenken der südwestliche Bahnhofsvorplatz als Fritz-Mayer-Platz benannt.